# Gaspard et fil$
Gaspard et fil$ è un film del 1988 diretto da François Labonté.
Il soggetto è basato sulla novella scritta da Monique Proulx: Bennie et fils, prodotto da Suzanne Hénaut e Claude Bonin, è stato trasmesso da Films Vision 4.

## Trama
Il quarantenne Claude Chuinard e suo padre Gaspard sono rimasti a vivere da soli dopo la morte della loro madre/moglie avvenuta undici anni prima. Per dieci anni Claude, proprietario di una libreria ha vissuto con il vecchio e sporco padre che ritiene responsabile per la vita miserabile in cui versano. Giusto quando Claude pensa di spedire il padre in una casa di riposo, per trovare pace dai suoi doveri familiari nei confronti di Gaspard, quest'ultimo lo trascina in un lungo viaggio tra Montréal, New York ed il Venezuela in cerca di un biglietto di una lotteria di sei miliardi mancante. Nonostante i due non si piacciano a vicenda, continuano la ricerca scoprendo che in realtà sono molto legati l'uno all'altro.

## Curiosità
Roy Dupuis interpreta un ruolo molto piccolo nel film., non parlato, accompagnato solo da una musica di sottofondo.